# Euryproctus geniculosus
Euryproctus geniculosus är en stekelart som först beskrevs av Johann Ludwig Christian Gravenhorst 1829.  Euryproctus geniculosus ingår i släktet Euryproctus och familjen brokparasitsteklar. Arten är reproducerande i Sverige. Inga underarter finns listade i Catalogue of Life.